# Isabelle Desplantes
Isabelle Desplantes, née le 2 juillet 1971 à Sens, dans l'Yonne, est une actrice et animatrice de télévision française.
Elle est surtout connue pour incarner Isabelle dans la série Disney Mère et fille.

## Émissions de télévision
- 1997-2005 : Zapping Zone (Disney Channel)
- 2003-2005 : Les Trésors du sixième sens (jeu télévisé, Disney Channel)
- 2012 : Top Gag (Disney Channel), (version française de America's Funniest Home Videos)

## Filmographie

### Télévision
- 2000 : Mémoire Morte
- 2003 - 2005 : Off zone
- 2005 : Bonnes Fêtes
- 2009 : Bob Ghetto : Christiane
- 2009 : MSS, mission secrète et sportive : Jeanne Berth Fetuccini
- 2009 : Strictement platonique
- 2012 : Le Jour où tout a basculé, épisode Ma cliente est folle de moi : Caroline
- 2012 - 2017 : Mère et Fille : Isabelle (la mère)[1],[2]
- 2013 : Y'a pas d'âge (série) : Madame Mimoule
- 2015 : Mère et Fille : California Dream (téléfilm) : Isabelle (la mère)[3],[4]
- 2016 : Plus belle la vie : Béatrice Cayrol
- 2018 : SKAM France : La mère d'Emma
- 2018 - 2019 : Nina, saison 4 épisode 10 et saison 5 : Professeur Lecoultre
- 2019 : Kiffe Aujourd'hui : Madame la Directrice
- 2019 : La Guerre des Trônes : la reine d’Angleterre

### Cinéma
- 2009 : Maquinas infernales : Mady
- 2014 : Les Insouciants : La voix off

## Doublage

### Cinéma

#### Films
- Txell Aixendri dans : 
  - Yucatán (2018) : Alicia
  - Fou de toi (2021) : Tina

- Jennifer Nettles dans :
  - Harriet (2019) : Eliza Brodess
  - L'Exorciste : Dévotion (2023) : Miranda

- 2008 : Trailer Park of Terror : voix additionnelles
- 2009 : Fleur du désert : voix additionnelles
- 2012 : Passions : Christine Stanford (Rachel McAdams)[5]
- 2013 : The Call : voix additionnelles
- 2013 : Effets secondaires : voix additionnelles[6]
- 2016 : Absolutely Fabulous, le film : Dame Edna Everage (Barry Humphries)
- 2017 : XXX: Reactivated : ? (?)
- 2018 : Intrigo : Mort d'un auteur : Eva Schwarz (Tuva Novotny)
- 2019 : The Laundromat : L'Affaire des Panama Papers : l'agent Kilmer (Cristela Alonzo)
- 2019 : Aladdin : ? (?)
- 2019 : Suicide Tourist (en) : Alice Dinesen (Sonja Richter (en))
- 2020 : Enragé : Rachel (Caren Pistorius)
- 2020 : Rogue : TJ (Lee Anne-Lindburg)
- 2020 : La Grande Traversée : ? (?)
- 2020 : Un Noël tombé du ciel : Sally (Aliza Vellani (en))
- 2020 : Centigrade : Naomi (Génesis Rodríguez)
- 2020 : Nomadland : ? (?)
- 2020 : Personne ne sait que je suis là : la productrice (Solange Lackington)
- 2021 : Cherry : ? (?)
- 2021 : Notre été (it) : Susanna (Donatella Finocchiaro)
- 2021 : Cruella : ? (?)
- 2021 : Old : Maddox adulte (Embeth Davidtz)
- 2021 : Free Guy : ? (?)
- 2021 : Sweet Girl : ? (?)
- 2021 : Tout le monde parle de Jamie : ? (?)
- 2021 : Personne ne sort d'ici vivant : Ambar Cruz (Cristina Rodlo (es))
- 2021 : Plus on est de fous : ? (?)
- 2021 : Impardonnable : ? (?)
- 2021 : West Side Story : ? (?)
- 2021 : L'Étau de Munich : ? (?)
- 2021 : Varsovie 83, une affaire d'État : Barbara Sadowska (Sandra Korzeniak)
- 2022 : Fullmetal Alchemist : la vengeance de Scar : voix additionnelles
- 2022 : Pas moyen de s'entendre : Kelly (Marlei Cevada)
- 2022 : Les Tactiques de l'amour (tr) : Sevinç (Yasemin Sener)
- 2022 : La Route de l'enfer : Sally (Juliette Binoche)
- 2022 : Mauvaise connexion ! (en) : Lizzie [Qui ?]
- 2022 : Border Line : l'agent Vásquez (Laura Gómez)
- 2023 : Last Sentinel (en) : la caporale Cassidy (Kate Bosworth)
- 2023 : Fool's Paradise : Christiana Dior (Kate Beckinsale)
- 2023 : The Housekeeper : Kit Ash (Denise Richards)
- 2024 : Les Nouveaux (en) : ? (?)
- 2025 : Demain est un autre jour : Catherine (Rachel Zaiger-Haag)
- 2025 : Ravage : la mère de Tsui (Yeo Yann Yann)
- 2025 : Almost Cops (nl) : Lizzy (Victoria Koblenko)
- 2025 : Freaky Friday 2 : Encore dans la peau de ma mère : ? (?)

#### Films d'animation
- 2009 : Professeur Layton et la Diva éternelle : Emmy Altava
- 2010 : Firebreather : voix additionnelles
- 2012 : Les Mondes de Ralph : le sergent Calhoun
- 2013 : Le Conte de la princesse Kaguya : voix additionnelles[7]
- 2014 : Souvenirs de Marnie : voix additionnelles
- 2015 : Psycho-Pass : le Film : Kamissa, Yeo
- 2016 : Zootopie : Bonnie Hopps, la mère de Judy
- 2018 : Ralph 2.0 : le sergent Calhoun
- 2019 : Plume, la basse-cour a un incroyable talent : ?
- 2020 : Qui a peur des monstres ? : voix additionnelles
- 2020 : Un Noël eXtra : X (court-métrage)
- 2020 : Le Peuple Loup : la fromagère
- 2021 : Raya et le Dernier Dragon : voix additionnelles
- 2021 : La Maison des égarées : l'employée de mairie
- 2022 : Bob's Burgers, le film : voix additionnelles
- 2023 : Spider-Man : Across the Spider-Verse : voix additionnelles

### Télévision

#### Téléfilms
- 2008 : Un combat pour la vie : ? ( ? )
- 2011 : God Saves my Shoes (documentaire)
- 2020 : Noël comme chien et chat : Kim (Ellora Patnaik)
- 2021 : La rentrée de la honte : Gretchen (Milli M.)

#### Séries télévisées
- Kerri Kenney-Silver dans :
  - Miracle Workers (2020) : Lila (saison 2)
  - What We Do in the Shadows (2023) : Helen Johnson (saison 5, épisode 7)

- Melina Matthews (en) dans :
  - Warrior Nun (2020-2022) : Sœur Shannon Masters
  - Olympo (2025) : Jana Castro

- Faith Hill dans :
  - Yellowstone (2021) : Margaret Dutton (saison 4, épisode 8)
  - 1883 (2021-2022) : Margaret Dutton (mini-série)

- 2009-2013 : Degrassi : La Nouvelle Génération : Fiona Coyne (Annie Clark)[8] (150 épisodes)
- 2016 : Blunt Talk : Margaret Rudolph (Mary Steenburgen)[9]
- 2016-2018 : Mars : Hana et Joon Seung (Jihae Kim)
- 2017 : Modus : Rebecca Schifford (Vanessa Earl) (saison 2, épisodes 1 et 2)
- 2017 : Raven : Diane (Valerie Azlynn (en)) (saison 1, épisode 10)
- 2017-2018 : The Good Place : Val (Jama Williamson (en))[10], Manisha Al-Jamil (Anna Khaja (en)) (1re voix, saisons 1-3 - 3 épisodes), Donna Shellstrop (Leslie Grossman) et Laverne (Lynette DuPree)
- 2018 : Falling Water : Annette Morrison (Precious Chong)
- 2018 : Spring Tide : Luna Johansson (Amanda Ooms)
- 2018-2019 : Dirty John (en) : Nancy (Keiko Agena)
- 2018-2020 : 13 Reasons Why : Priya Singh (Parminder Nagra) (5 épisodes)
- 2019 : The Rain : Martha (Magdalena Eshaya)
- 2019 : Knightfall : Lydia (Salóme Gunnarsdóttir (de)) (saison 2)
- 2019 : Trois Noëls (es) : Maria âgée (Victoria Abril) (mini-série)
- 2019 : The Walking Dead : Margo (Jerri Tubbs)
- 2019 : Apache : La vie de Carlos Tévez (es) : Pascuala (Mariela Acosta)
- 2019-2020 : Alta Mar : Francisca de García (Chiqui Fernández (es))
- 2019-2021 : Coroner : Sabina (Jeananne Goossen) (5 épisodes)
- 2019-2021 : Baptiste (en) : Celia Baptiste (Anastasia Hille) (12 épisodes)
- 2019-2023 : Warrior : Lucy O'Hara (Emily Child)
- depuis 2019 : Sistas : Andrea « Andi » Barnes (KJ Smith (en))
- 2020 : Spinning Out : Mary-Ann (Paula Boudreau)
- 2020 : A Teacher (en) : Sandy Walker (Rya Kihlstedt) (mini-série)
- 2020 : Coup pour coup (es) : Maria Jose (Marta Milans (es)) (mini-série)
- 2020-2023 : Valeria : Chus (Eva Martín (es))
- 2021 : Panic : Melanie Cortez (Moira Kelly)
- 2021 : Our Kind of People : Alex Rivera (Melissa De Sousa (en))
- 2021-2022 : Élite : Estefanía von Triesenberg (Rachel Lascar) (3 épisodes)
- 2021-2023 : Sex/Life : Olga (Joyce Rivera) (10 épisodes)
- depuis 2021 : Ginny et Georgia : Ellen Baker (Jennifer Robertson)
- 2022 : Archive 81 : ? (?)
- 2022 : Mes parrains sont magiques : Encore + magiques : ? (?)
- 2022 : The Tourist : Carter (Rhonda Doyle) (doublage Prime Video)
- 2022 : The Playlist : ? (?)
- 2022 : The Staircase : ? (?) (mini-série)
- 2022 : Inside Man : Morag (Kate Dickie) (mini-série)
- 2022 : La Unidad : ? (?)
- 2022 : La nuit sera longue : Raquel (Paula Morado) (mini-série)
- 2022 : 1923 : ? (?)
- 2022 : Ag3nda : Pr Ferrucci [Qui ?]
- 2022-2023 : 61st Street (en) : Nicole Carter (Emily Althaus) (12 épisodes)
- 2022 : Les Feux de l’amour : Talia Morgan (Natalie Morales)
- 2023 : Black Snow (en) : Lynn Walcott (Lucy Bell)
- 2023 : Wolf Pack : ? (?)
- 2023 : Mon cosmonaute : Marta adulte (Magdalena Cielecka (pl))
- 2023 : Wellmania : ? (?)
- 2023 : La Loi de la plus forte (en) : Avery Delane (Michelle Visage)
- 2023 : Pacto de silencio : ? (?)
- 2023 : Ma vie avec les Walter Boys : la coach Reza [Qui ?] (épisode 4) et Miriam [Qui ?] (épisode 8)
- 2023 : Poker Face : Marge (Hong Chau) (saison 1, épisode 2)
- 2024 : Supersex : ? (?)
- 2024 : Adorazione (en) : Anna (Francesca Anna Bellucci)
- 2024 : 1992 : Rosa (Marieta Sánchez) (mini-série)
- 2024 : Invisible (es) : l'infirmière [Qui ?] (mini-série)
- 2024 : Squid Game : ? (?) (saison 2)
- 2025 : La Résidence : Kylie Minogue (Kylie Minogue) (mini-série)
- 2025 : The Bondsman : Mayanne Dice (Jennifer Nettles) (mini-série)

#### Séries d’animation
- 2012 : Tickety Toc : Madame au Lait
- 2012-2014 : Psycho-Pass : Rikako Oryo, Risa Aoyanagi
- 2014-2021 : Talking Tom and Friends : Angela
- 2017 : La Bande à Picsou : Miss Tick
- 2019-2022 : Dragons : Les Gardiens du ciel : Hannah
- 2020 : Ollie et le Monstrosac : voix additionnelles
- 2020[11] : The Misfit of Demon King Academy : Shilla
- 2022 : Kaguya-sama: Love is War : Kobachi Osaragi
- 2022 : Bee et Puppycat : Monster
- 2022 : Zootopie+ : Bonnie
- 2022 : Détective Conan : Apprenti Criminel : Hitoe Minel
- 2023 : Transformers: EarthSpark : Frenzy
- 2023-2024 : Bob's Burgers : Chelsea
- 2024 : Tu dis, tu stoppes ! : divers personnages